# Regionalliga Bayern
De Regionalliga Bayern is semi-professionele Duitse voetbalklasse, waaraan voetbalclubs uit de Duitse deelstaat Beieren deelnemen. Deze voetbalklasse bestaat sinds het seizoen 2012/2013 en maakt deel uit van voortdurende wijzigingen in de structuur van de Duitse voetbalpiramide. Deze nieuwe divisie is ingeschaald op het 4e niveau in Duitsland, samen met de 4 overige Regionalliga's.
De kampioen promoveert, volgens het rotatieprincipe met Nord en Nordost, naar de 3. Liga, De degradanten gaan naar de Bayernliga.

## Kampioenen
- 2012/2013 TSV 1860 München II
- 2013/2014 FC Bayern München II
- 2014/2015 FC Würzburger Kickers
- 2015/2016 SSV Jahn Regensburg
- 2016/2017 SpVgg Unterhaching
- 2017/2018 TSV 1860 München
- 2018/2019 FC Bayern München II
- 2019/2021 1. FC Schweinfurt 05
- 2021/2022 SpVgg Oberfranken Bayreuth
- 2022/2023 SpVgg Unterhaching
- 2023/2024 FC Würzburger Kickers
- 2024/2025 1. FC Schweinfurt 05

## Zie verder
- Regionalliga Nord
- Regionalliga Nordost
- Regionalliga West
- Regionalliga Südwest

SpVgg Ansbach 09 · 
Viktoria Aschaffenburg ·
TSV Aubstadt ·
FC Augsburg II ·
TSV Schwaben Augsburg ·
VfB Eichstätt ·
TSV Buchbach ·
SV Wacker Burghausen ·
SpVgg Greuther Fürth II ·
SpVgg Hankofen-Hailing ·
FV Illertissen ·
FC Memmingen ·
FC Bayern München II ·
1. FC Nürnberg II ·
1. FC Schweinfurt 05 ·
SpVgg Unterhaching ·
DJK Vilzing ·
FC Würzburger Kickers
Betaald voetbal: Bundesliga · 2. Bundesliga · 3. Liga · Regionalliga Nord · Regionalliga Nordost · Regionalliga West ·  Regionalliga Südwest · Regionalliga Bayern

Bekervoetbal: DFB-Pokal · Ligapokal · DFB-Supercup · DFB Hallen Pokal

Amateurvoetbal · Duitse voetbalbond · Nationaal elftal · Bondscoaches